# Skylon
Skylon je koncept večkrat uporabljivega vesoljskega plovila, ki bi dosegel orbito v samo eni stopnji (SSTO). Plovilo načrtujejo pri britanskem Reaction Engines Limited (REL), za pogon bi uporabljal motorje SABRE. Hibridni (dvocikelni) motorji Sabre bi v atmosferi delovali kot reaktivni motorji, v vakuumu pa kot raketni motorji. Ker bi za del leta uporabljal atmosferski zrak, bi bila potrebna manjša količina oksidatorja, tako bi bilo plovilo precej lažje v primerjavi s konvencionalnimi raketami.
Skylon naj bi znižal ceno dostave tovora od trenutnih £15000/kg na okrog £650/kg. Cena razvoja programa naj bi bila okrog $12 milijard (£7,1 milijard). 
Skylon bi vzletel z običajne vzletne steze. Sprva bi ga poganjali reaktivni motorji na vodik, oksidator bi bil atmosferski zrak. S temi motorji bi pospešil do hitrosti Mach 5,4 na višini okrog 26 kilometrov. Potem bi motorji preklopili v raketni režim in tako dosegli orbito. Gorivo v raketnem režimu bi bil vodik in tekoči kisik (LOX). Skylon bi potem ponovno vstopil v atmosfero in pristal kot navadno letalo. Pred visokimi temperaturami pri vstopu bi ga ščitil oklep iz CMC materialov. Če bi šlo vse po načrtih bi plovilo lahko spet poletelo po dveh dnevih.

## Tehnične specifikacije (Skylon C2)
Podatki iz the Skylon User Manual
Splošne karakteristike
- Posadka: Brez posadke, upravljanje z zemlje
- Število sedežev: Do 30 potnikov
- Tovor: 15000 kg (33.000 lb)
- Dolžina: 83,3 m (273 ft)
- Razpon kril: 25,4 m (82 ft)
- Višina:  ()
- Teža praznega letala: 53000 kg (117.000 lb)
- Naložena teža: 345000 kg (761.000 lb)
- Pogon letala: 2 × SABRE Reaktivni/raketni motor, 1350 kN (300.000 lbf) vsak
- Premer trupa: 6,75 m (22,15 ft)

 Zmogljivost 
- Maks. hitrost: Mach 5,5
- Višina leta: 26000 m z uporabo atmosferskega zraka, >200 km zunaj atmosfere (85.000 ft z uporabo atmosferskega zraka, >124 mi zunaj atmosfere)
- Razmerje potisk/teža: ~1,2 – 3
- Specifični impulz: 3.500 s (34 km/s) - 450 s (4,4 km/s)